# K-pop

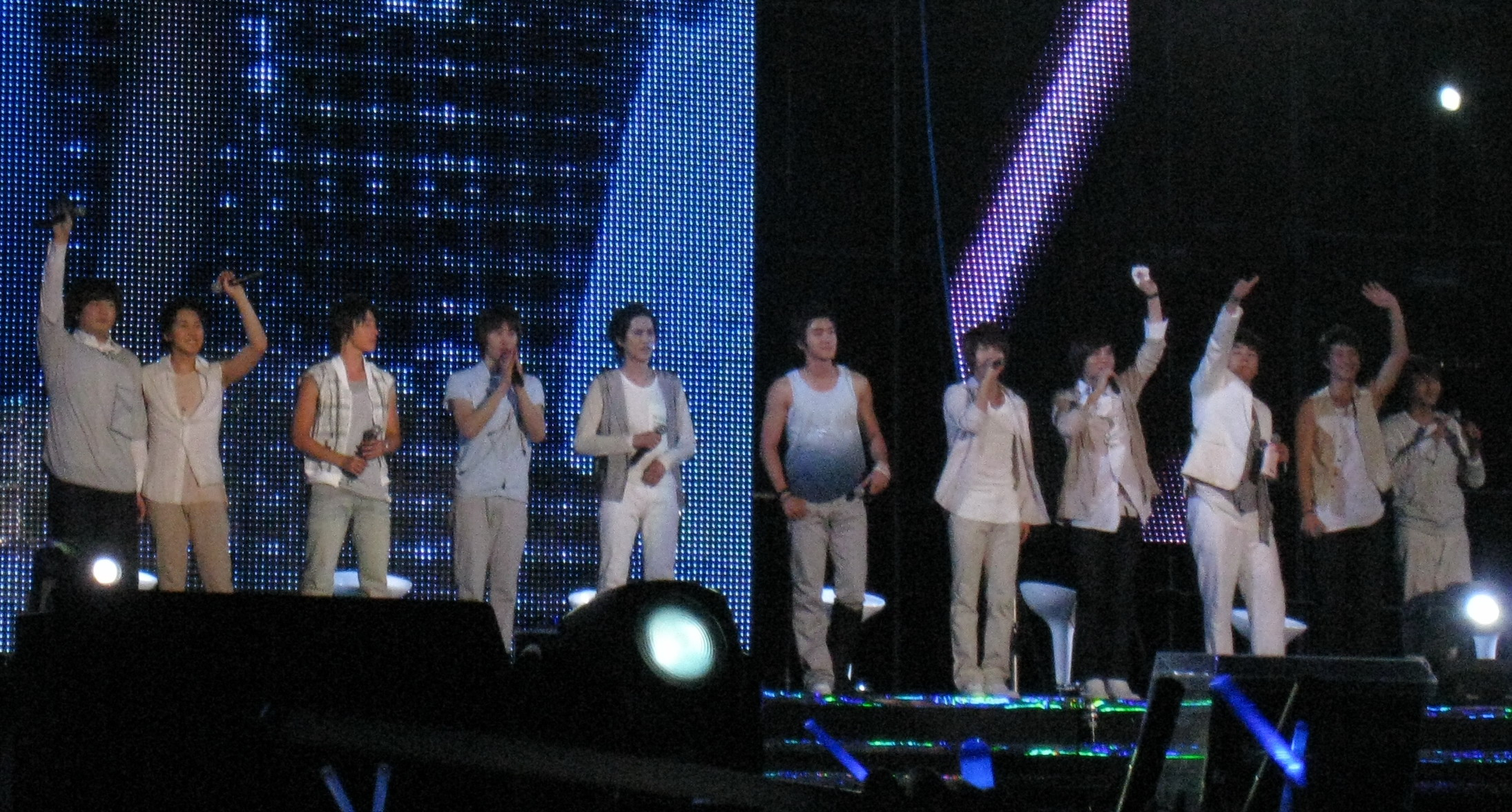
A világ egyik legtöbb tagú fiúegyüttese, a Super Junior. Debütálásukkor tizenhárman voltak.

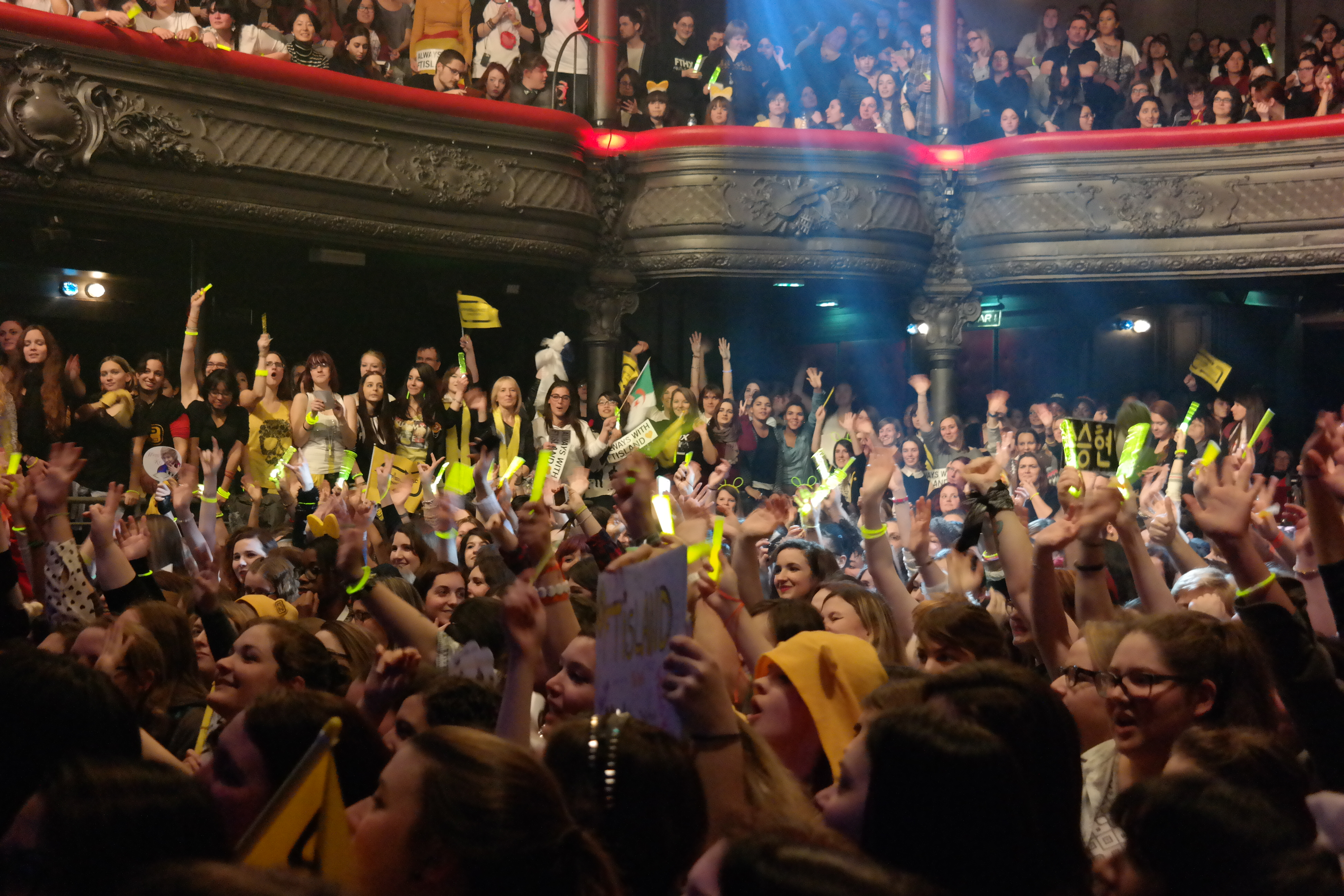
Francia Primadonnák, azaz F.T. Island-rajongók 2015 januárjában

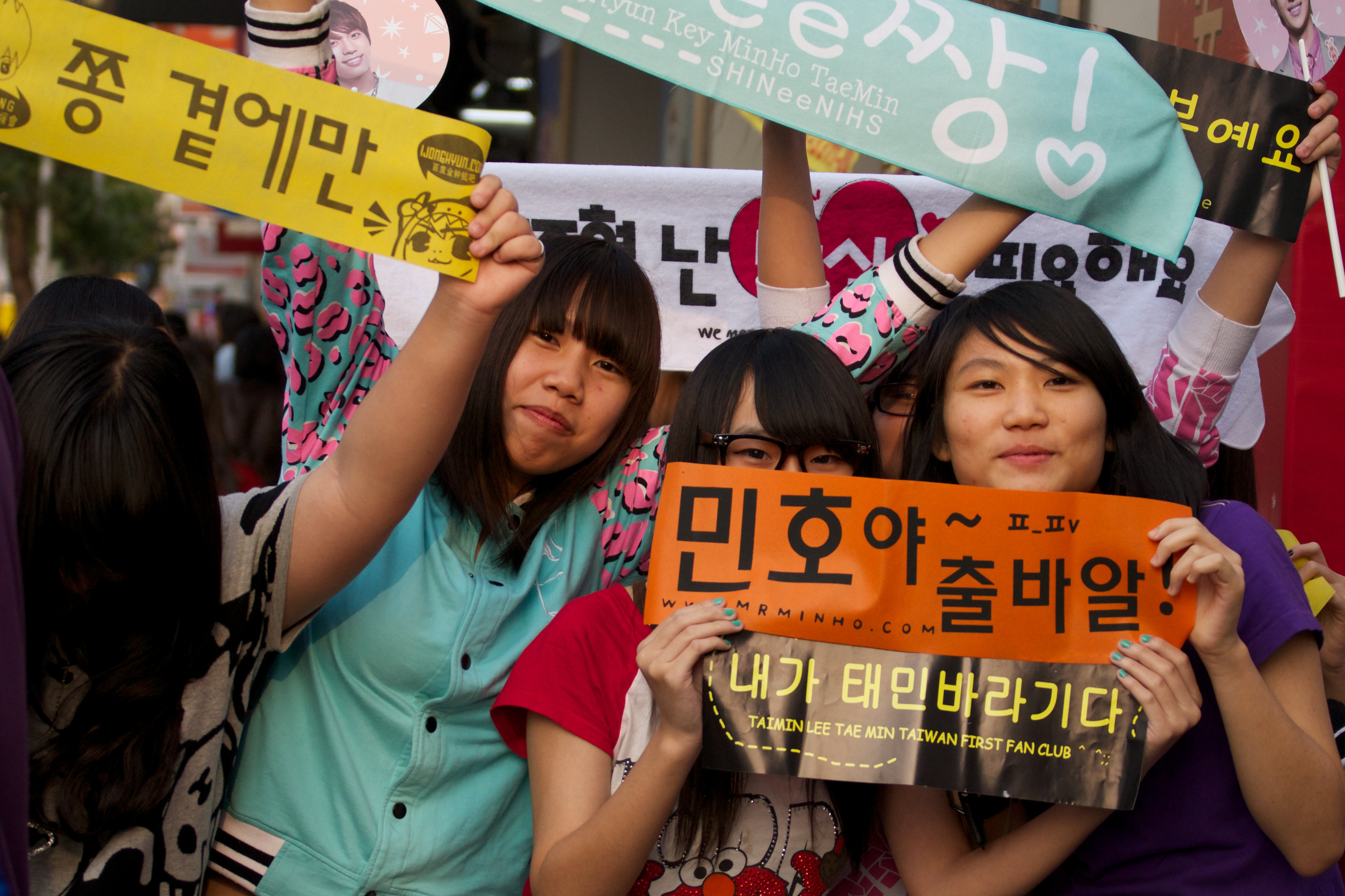
SHINee-rajongók Tajvanon

A K-pop (케이팝, 가요, kajo) vagy koreai popzene többek között elektronikus, hiphop, pop, rock és R&B alapokon nyugszik és különálló zenei műfajként tartják számon.
A koreai popzene alapjai az 1920-as évek trot műfajára vezethetőek vissza, ezeket a dalokat a japán enkadalok befolyásolták. A második világháborút követően elkezdett megnőni az amerikai kultúra befolyása Koreában, ami a populáris zenére is kihatott. Az 1970-es évek hippi-kultúráját, valamint az 1980-as évekbeli balladák korszakát 1992-ben éles fordulópont követte, ekkor jelent meg a Seo Taiji & Boys nevű együttes, akik új alapokra helyezték a koreai popzenét, megalkotva a mainstream popdalok sikerformátumát.
A saját szokásrendszerével, különleges módon strukturált rajongótáborával és egyedi gyakornoki rendszerével külön szubkultúrát alkotó K-popot az úgynevezett idolegyüttesek (azaz fiú- és lányegyüttesek) dominálják, mint a BTS, a Super Junior, a SHINee, a Stray Kids, az EXO, a Mamamoo, a Blackpink, a Red Velvet, a Twice, de számos sikeres szólóelőadó is létezik, mint például PSY, Rain, BoA, IU, Jessi, Hyuna vagy Taemin. A K-pop-ipart a kiadóként is funkcionáló ügynökségek irányítják, melyek közül piaci részesedés tekintetében a legnagyobbak az S.M. Entertainment, a YG Entertainment, a JYP Entertainment és a Hybe Corporation. A K-pop hatással van az ázsiai divatra, több előadó is divatikonnak számít.
A K-pop Ázsiában a legnépszerűbb, különösen Japánban, de a koreai hullám keretén belül, főképp az internetes megosztási lehetőségeknek és a cégek marketing-stratégiáinak köszönhetően a K-pop-előadók a világ többi részén is népes rajongótáborral bírnak. 2022-ben Japán mellett Kína és az Egyesült Államok volt a K-pop legnagyobb felvevőpiaca; ebben az évben minden korábbi exportrekordot megdöntött a műfaj. Európai és amerikai dalszerzők illetve producerek (például Quincy Jones, will.i.am, Ludacris és Swizz Beatz) is felfigyeltek a koreai popzenére és írnak dalokat K-pop-előadóknak.
A K-pop leggyakoribb kritikája, hogy az előadókat „futószalagon gyártják”, a dalok többsége egynyári sláger, a dalszövegek felszínesek és az egész iparág túlzottan profitorientált, ami többször együtt jár azzal is, hogy az előadókkal méltánytalan szerződéseket kötnek a kiadók.

## Története

### A koreai populáris zene kezdetei
- 오빠는 풍각쟁이 (Oppanun phunggakcsengi)Trotdal 1938-ból, Pak Hjangnim előadásában.

Nem tudod lejátszani a fájlt?
- 전화 일기 (Csonhva ilgi)Trotdal szintén 1938-ból, Kim Heszong és Pak Hjangnim előadásában.

Nem tudod lejátszani a fájlt?
A koreai popzene gyökerei egészen 1885-ig nyúlnak vissza, amikor egy amerikai misszionárius, Henry Appenzeller különféle amerikai és angol népdalokat illetve populáris dalokat mutatott be az iskolában, ahol tanított. Ezeket a dalokat koreaiul cshanggának nevezik, jellemzőjük, hogy valamely népszerű nyugati melódiát koreai dalszöveggel adnak elő. A népszerű amerikai népdal, az Oh My Darling, Clementine koreaiul például a Simcshongga címet viseli. A japán uralom idején (1910–1945) a cshangga dalok népszerűsége megnőtt, a koreaiak ezeken a dalokon keresztül fejezték ki az elégedetlenségüket a japán elnyomással szemben. Az egyik legnépszerűbb ilyen dal a Himangga (희망가; A remény dala) címet viselte. A japánok elkobozták a cshangga-gyűjteményeket és saját kiadású szövegkönyvekkel igyekezték befolyásolni az embereket.
Az első feljegyzett koreai popzenei album Pak Csheszon és I Rjoszek E viharos idők című lemeze volt, mely 1925-ben jelent meg és japánból fordított népszerű dalokat tartalmazott. Az első, koreai szerző által írt popdal a Nakhvajuszu (낙화유수) volt, melyet I Dzsongszok énekelt 1929-ben. Az 1920-as években a koreai populáris zene jelentős átalakuláson ment keresztül, a koreai dalszöveggel előadott külföldi dalok helyett megjelentek a koreai dalszerzők által írt dalok. Ugyanebben az időben jelentek meg a trotdalok; a műfajra a népszerű japán enkadalok voltak hatással. A koreai popzene kezdeti korszakában a trotdalok voltak a legnépszerűbbek. A 2000-es években egyes popelőadók is visszanyúltak a trot műfajához, például Daesung a Big Bangből vagy a Super Junior együttes.

### 1940–’60-as évek: Az amerikai befolyás időszaka

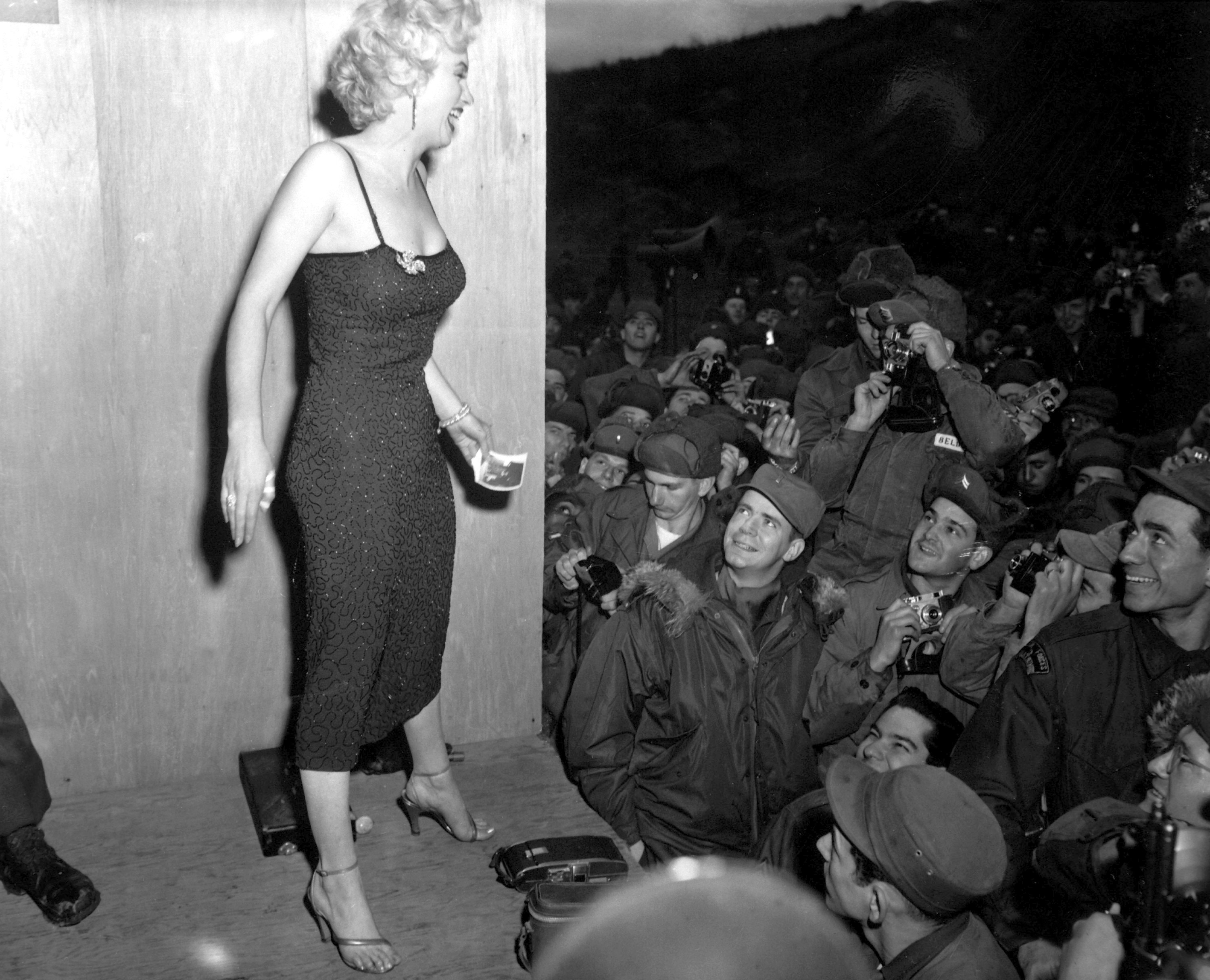
Marilyn Monroe amerikai katonákat szórakoztat Koreában, 1954-ben

A második világháború, majd azt nem sokkal követő koreai háború ideje alatt a Koreai-félszigeten állomásozó amerikai katonáknak köszönhetően a koreaiak megismerkedtek az amerikai könnyűzenével és az ’50-es években a popzenével. Az Egyesült Szolgáltató Szervezetek (USO) számos híres amerikai művészt (például Marilyn Monroe, Louis Armstrong) utaztatott Koreába az amerikai csapatok szórakoztatására, ami a koreai közvélemény érdeklődését is felkeltette. 1957-ben elindult az American Forces Korea Network rádió, ami tovább növelte az amerikai könnyűzene népszerűségét. Az amerikai pop hatása érvényesült a koreai zenében is, a korábbi pentaton hangsort felváltotta a heptachord (hét fokú) hangsor és a koreai popdalokat az amerikaiak után kezdték el modellezni. Az amerikai hadsereg egy idő után helyi koreai előadókat kezdett el felléptetni a katonai klubokban; az előadóknak szigorú feltételeknek kellett megfelelniük. Ezek a fellépések olyan sikert arattak, hogy az ilyen tisztiklubok száma elérte a 264-et, az előadók pedig évente összesen 1,2 millió dollárnyi bevételhez jutottak, ami akkoriban Korea teljes exportértékével volt egyenlő. A koreai zenészek ezekben a klubokban amerikai country-, blues-, dzsessz- és rock and roll dalokat adtak elő.
Az 1960-as években a dél-koreai gazdaság növekedésnek indult, az ország iparosodása a popzene terjedésében is szerepet játszott. Megjelentek az első magántulajdonú rádióállomások, fejlődésnek indult a filmipar. A korábban csak amerikai klubokban játszó koreai zenészek megnyíltak a helyi közönség felé. Amikor a The Beatles-láz elérte Ázsiát, megjelentek az első rockegyüttesek Dél-Koreában is. Az első koreai rockegyüttesnek az Add4-t tartják, akik 1962-ben alakultak. Szöulban 1968-ban rendeztek először tehetségkutató versenyt rockegyüttesek számára. A rock és a pop mellett továbbra is népszerűek maradtak a trotdalok.
Már ebben az időszakban is voltak olyan koreai előadók, akik nemzetközi sikereket is magukénak tudhattak. 1959-ben a The Kim Sisters trió lett az első koreai együttes, akik lemezt adtak ki az Egyesült Államokban, felléptek Las Vegasban és többször szerepeltek Ed Sullivan show-műsorában. A trió egyik tagja, Mia Kim 2006 óta Budapesten él magyar férjével, Tommy Vig dobossal. Rajtuk kívül több más koreai előadó is jelentős sikereket ért el külföldön, főképpen Délkelet-Ázsiában. Han Mjongszuk The Boy in The Yellow Shirt című 1961-es dalát például egy japán énekes és Yvette Giraud francia énekesnő is feldolgozta.

### 1970-es évek: A koreai „hippi” folk-pop
Az 1960-as évek végén és az 1970-es években a koreai popzene újabb átalakuláson ment keresztül. A zenészek többsége egyetemista volt vagy egyetemet végzett, a korábbi generációk zenészeivel ellentétben hobbiból zenélt és erőteljesen az amerikai életstílus befolyása alatt állt, ellenben az idősebb generációval, akik megélték a háborúkat és a japán elnyomást. Ez az ellentét a ’70-es évek folk-pop zenéjének fogadtatásában is megnyilvánult. A hallgatóság jórészt egyetemistákból állt, akik a terjedő amerikai hippistílust követték mind öltözködésükben, mind zenei ízlésük terén. Ezek a fiatalok ugyanúgy ellenezték például a vietnámi háborút, ahogyan az amerikai hippik – ennek következtében a koreai kormány több háborúellenes, liberális dalszövegű popdalt is betiltatott. Ennek ellenére a fiatalok zenéje népszerű maradt, 1977-ben például az MBC televíziócsatorna egyetemisták részére zenei vetélkedőtt tartott, ami több zenei fesztivál megalapításához vezetett.
A korszak kiemelkedő zenésze volt az Amerikában felnőtt Han Deszu, akinek zenéjére Bob Dylan, Leonard Cohen és John Lennon volt nagy hatással. Han 물 좀 주소 (Mul csom csuszo; Adjatok vizet) című dala a fiatalok himnuszává vált, különleges énekstílusa és előadásmódja gyakran felháborította a közvéleményt, ami miatt a kormány végül betiltotta a dalait és a fellépéseit. Han New Yorkba költözött és ott folytatta a zenei karrierjét, csak az 1990-es években tért vissza Dél-Koreába.

### 1980-as évek: A balladák korszaka

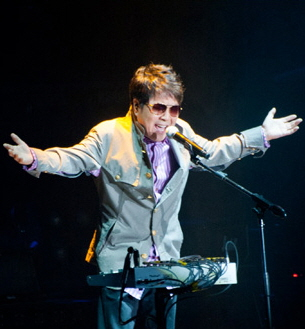
Cso Jongphil

Az 1980-as évek legnépszerűbb műfaja a lírai ballada volt, ami 1985-ben I Kvangdzso Kakkai hagien nomu mon tangszin (가까이 하기엔 너무 먼 당신, „Túl messze vagy ahhoz, hogy közel légy hozzám”) című dalának megjelenése után vált igazán népszerűvé, I lemezéből több mint 300 000 példány fogyott. A kor népszerű balladaénekesei közé tartozott még I Munsze (이문세), valamint Pjon Dzsinszop (변진섭), a „ballada hercege”. Az egyik legkeresettebb balladaszerző I Jonghun (이영훈) volt, akinek dalaiból 2011-ben Kvanghvamun jonga (광화문 연가; Kvanghvamun dala) címmel musicalt is összeállítottak. A ’80-as évek legnagyobb sztárjának Cso Jongphilt tartják, akinek 1980-ban megjelent első albuma hatalmas sikert aratott. Cso volt az első koreai előadó, aki a New York-i Carnegie Hall-ban felléphetett. 1980-ban minden nagyobb díjkiosztón elnyerte a legjobb előadónak, a legjobb zeneszerzőnek és a legjobb dalnak járó díjat. 1983-ban Japánba, 1985-ben Hongkongba is meghívták vendégszerepelni. Csot sokoldalú zeneszerzőnek tartják, akinek repertoárja a rock, a dance, a trot és a folk-pop műfajára is kiterjed.

### 1990-es évek: A fordulópont

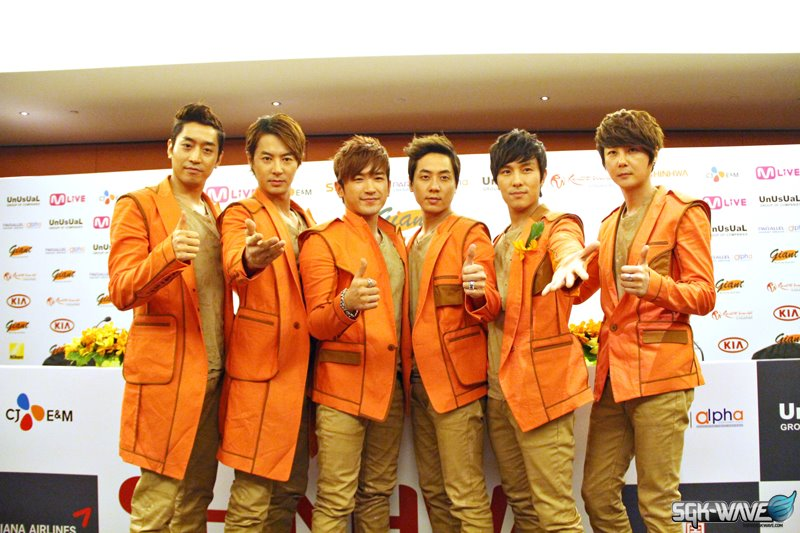
A Shinhwa a legrégebb óta működő koreai fiúegyüttes, 1998-ban alakultak.

1992-ben volt a populáris zene fordulópontja Dél-Koreában, amikor megjelent a Seo Taiji & Boys nevű együttes. A trió az MBC csatorna tehetségkutató műsorában debütált Nan arajo (난 알아요, Tudom) című dalukkal, és a legkevesebb pontot kapták a zsűritől. A dal – és az azonos című album – a műsoron kívül azonban óriási sikert aratott, és az MTV Iggy megfogalmazása szerint az együttes „mindörökre megváltoztatta a K-popot”: „[az album] new jack swing-inspirálta ritmusai, fülbemászó rapszövegei és emlékezetes refrénjei egy csapásra meghódították a koreai közönséget”. A Seo Taiji & Boys dalszövegei a kor koreai társadalmának legégetőbb problémáival foglalkoztak, többek között emiatt is jelentősek a K-pop történelmében. Az együttes hangzása megalapozta a későbbi K-pop-dalok alapformátumát, nyomdokain indultak el az első hiphop és R&B-előadók, mint a Deux duó, a Jinusean, a 1TYM és Drunken Tiger.
1995-ben I Szuman (이수만) megalapította Dél-Korea legnagyobb ügynökségét, az S.M. Entertainment-et. A ’90-es évek végén megjelent még három ilyen ügynökség, a YG Entertainment, a DSP Entertainment és a JYP Entertainment.
A Seo Taiji & Boys sikere nyomán a K-pop-ipar új célközönséget talált, a tinédzsereket. A tinikre fókuszáló pop megjelenésével sorra alakultak meg a Koreában idolegyüttesnek (idol group) nevezett fiú- és lányegyüttesek. Az első koreai fiúegyüttesnek a H.O.T.-ot tartják, akik 1995-ben debütáltak, ezt követően az ügynökségek sorra jelentek meg saját idolegyütteseikkel, mint a Sechs Kies, a S.E.S., a Fin.K.L, az NRG, a Taesaja, a Shinhwa és a g.o.d. Az 1997-ben bekövetkező ázsiai gazdasági válság a koreai előadókat a piac kiszélesítésére ösztönözte, a H.O.T. például kínai nyelvű albumot is kiadott.
Ugyanebben az időszakban kezdtek el virágzani Szöulban az underground zenei klubok, olyan együttesekkel, mint a punk műfajban alkotó Pipi Band és a Crying Nut, akiknek mainstream népszerűségre is sikerült szert tenniük.

### 2000-es évek: Akoreai hullám

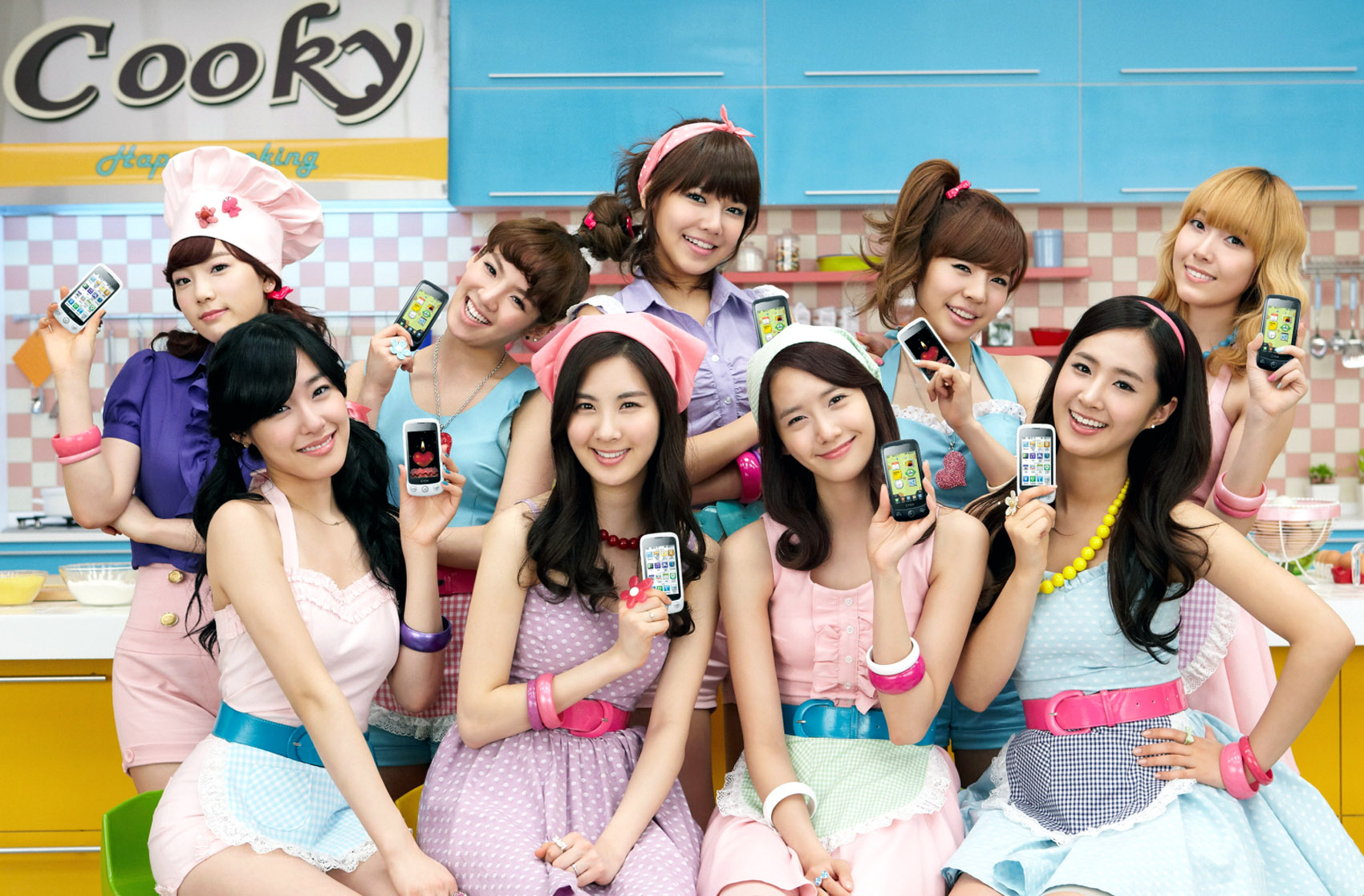
A Girls’ Generation együttes 2010-ben

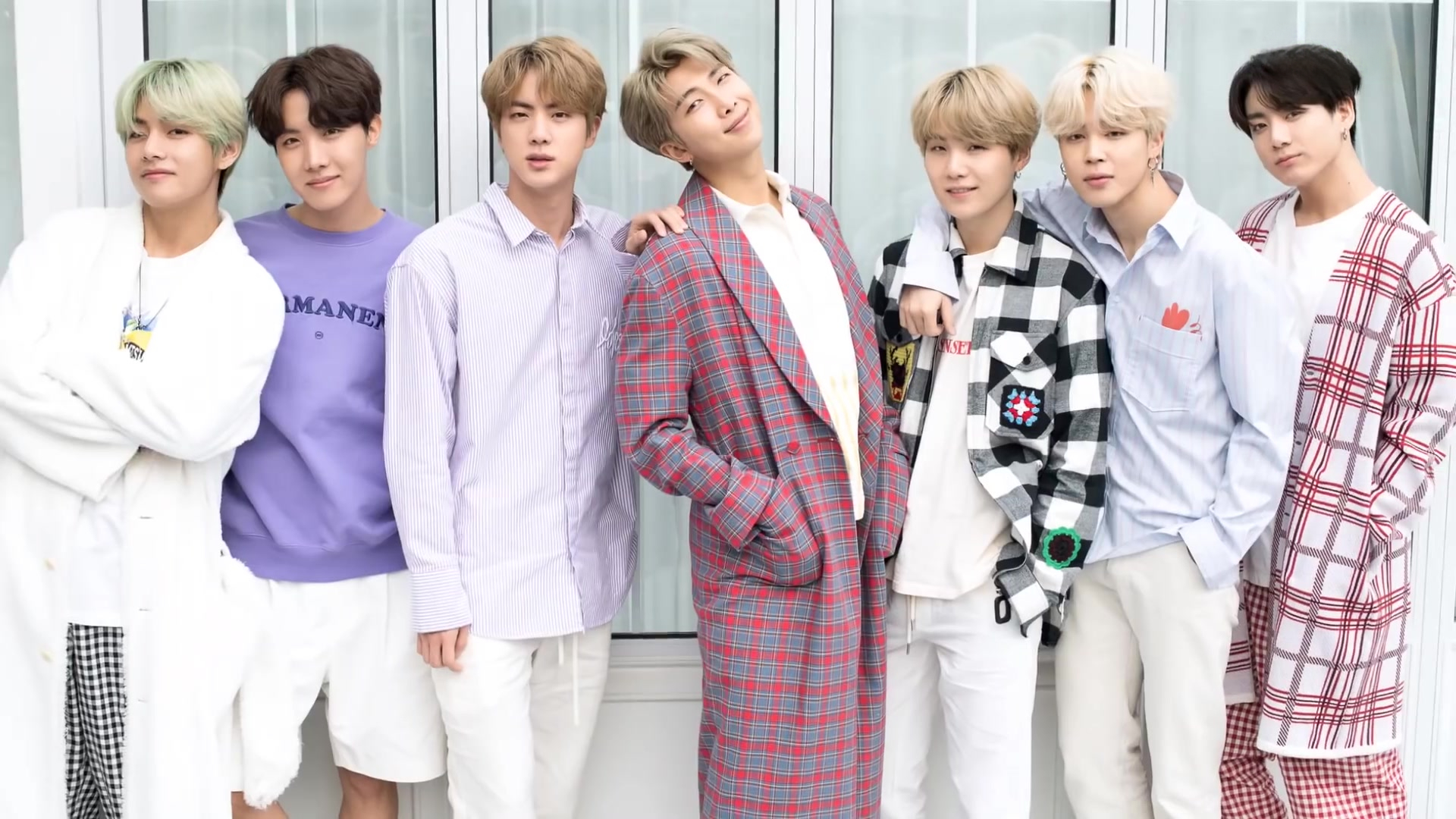
A BTS 2019-ben

A 2000-es években a K-pop a koreai hullám részeként erőteljes terjeszkedésnek indult, elsősorban Ázsiában, de az Egyesült Államokban és Európában is érezhető a hatása. Az első koreai előadó, akinek sikerült a japán Oricon slágerlistát vezetnie, BoA volt. Albumai milliós példányszámban keltek el Japánban. Ekkoriban tűnt fel Rain, akinek Kínában sikerült hasonló eredményeket elérnie, 2005-ös pekingi koncertjén például 40 000 fő vett részt. Megjelentek az új generációs idolegyüttesek, mint a TVXQ, a Big Bang, a SHINee, a Super Junior, a 2PM, a Wonder Girls, a Girls’ Generation, a KARA és a 2NE1. Ezek az előadók amerikai producerekkel is dolgoztak, a 2NE1 például a The Black Eyed Peas-ből ismert will.i.am-mel, a Big Bang pedig a korábban Lady Gagával is dolgozó Laurieann Gibsonnal.
A 21. században a K-pop terjesztésének elsődleges módja az internet. A hagyományos hanghordozókat egyre kevesebben vásárolják, így a digitális kiadványok szerepe egyre nő az iparágban. A K-pop-előadók ezen kívül a hagyományos, 1-2 évente kiadott nagylemez formátum helyett a rövidebb középlemez- vagy akár a kislemez-formátumot preferálják, amit gyakrabban jelentetnek meg. Az előadóknak így rövidebb időn belül kell megragadniuk a közönséget, emiatt elterjedtté vált a K-popban az úgynevezett hook alkalmazása a dalok felépítésében: ez általában a könnyen megjegyezhető, fülbemászó refrént jelenti.
2012-ben a leghíresebb K-pop-sztár PSY lett, akinek Gangnam Style című videóklipje futótűzként terjedt az interneten és néhány hét leforgása alatt túllépte a százmilliós megtekintést a YouTube-on. A népszerűségének köszönhetően szerződést ajánlott neki Mariah Carey és Jennifer Lopez kiadója, az Island Records.
2017-ben a BTS elnyerte a Billboard Music Awards Top Social Artist díját, koreai előadóként először, majd 2020-ban az első koreai előadó lett, akinek sikerült a Billboard Hot 100 slágerlista első helyére kerülni. 2020-ban az első K-pop-előadó lettek, akiket Grammy-díjra jelöltek.

### A Burning Sun-botrány

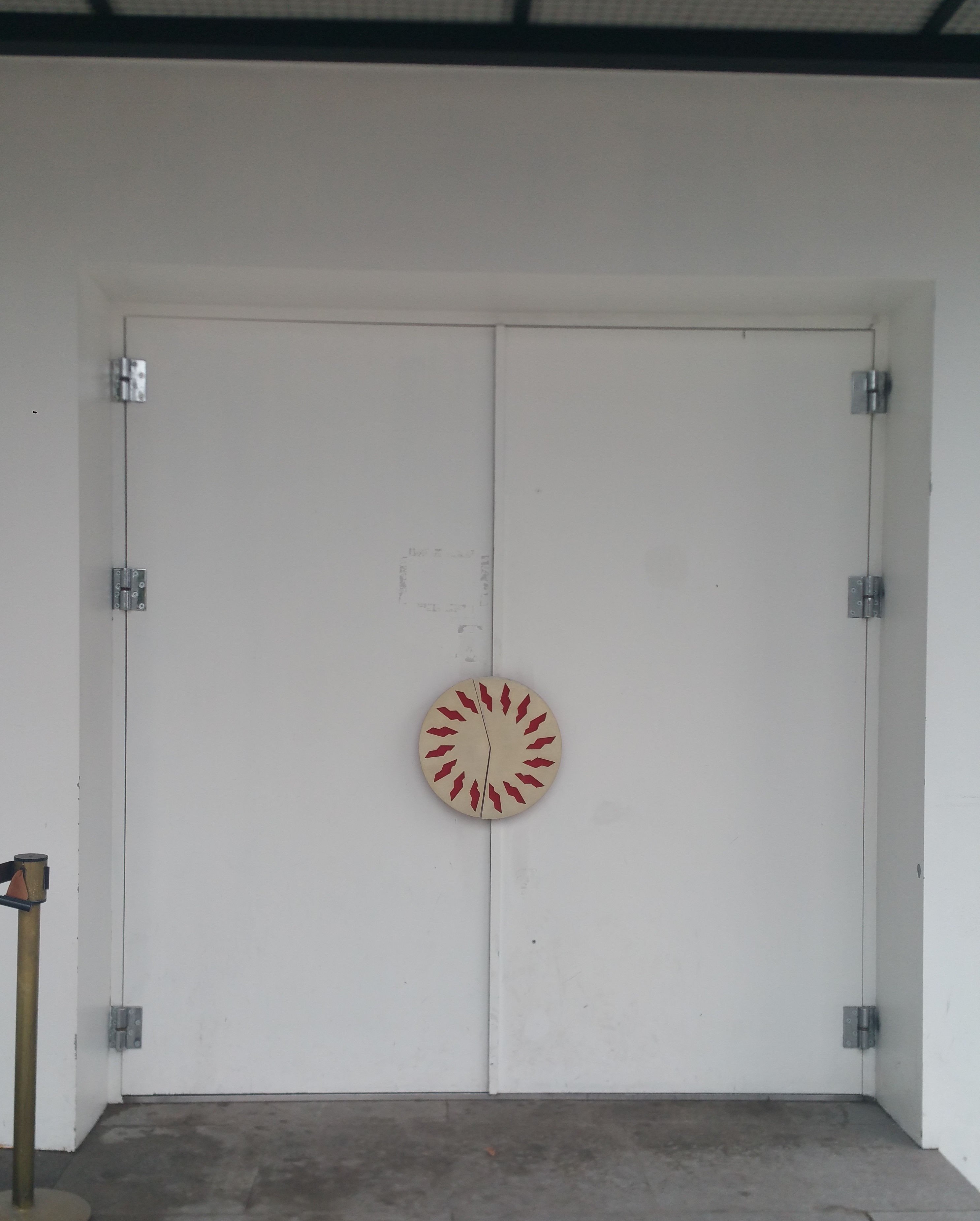
A Burning Sun klub bejárata

Az úgynevezett Burning Sun-botrány 2019-ben robbant ki és alapjaiban rázta meg a koreai szórakoztatóipart, valamint a közvéleményt Koreában, de külföldön is részletesen tárgyalták. A szexbotrányban számos ismert koreai idol, valamint több rendőrtiszt is érintett. A történések tovább súlyosbították a Koreát amúgy is érzékenyen érintő úgynevezett molkha (molka)-helyzetet: az országban óriási problémát jelentenek az illegálisan elhelyezett rejtett kamerák, melyekkel a nők beleegyezése nélkül vesznek fel szexuális aktust vagy éppen nyilvános mosdókban filmezik le a nőket, majd ezeket a videókat közzéteszik az interneten.
A botrány 2019. január 28-án robbant ki, amikor az MBC Newsdesk egy 2018 novemberében történt állítólagos támadásról számolt be a Burning Sun nevű éjszakai klub egyik férfi vendége ellen, akit a jelentés szerint a klub egy alkalmazottja zaklatott. A szöuli rendőrség kezdett nyomozást az ügyben, és a figyelmük hamarosan a klub állítólagos prostitúciós és drogterjesztési tevékenységére terelődött, valamint az ezzel kapcsolatos rendőrségi korrupcióra. A klub egyik vezetője Seungri, a Big Bang együttes tagja volt, aki 2019 márciusában a botrány következményeképp visszavonult a szórakoztatóiparból.
A botrány tovább terebélyesedett, amikor Csong Dzsunjong (Jeong Jun-yeong) színész-énekes bevallotta, hogy titokban lefilmezte a szexuális aktusait a nők beleegyezése és tudta nélkül, és a videókat megosztotta egy chatszobában a barátaival, jobbára hírességekkel. Nyomozás közben az SBS csatorna funE műsora 2015-ből és 2016-ból is talált videofelvételeket és kapcsolódó beszélgetéseket a sztárok között. Az inkriminált hírességek közül Jong Dzsunhjong (Yong Jun-hyeong) (Highlight) és Cshö Dzsonghun (Choi Jong-hun) (F.T. Island) kiléptek az együtteseikből, I Dzsonghjon (Lee Jong-hyeon) (CN Blue) ügynöksége pedig elismerte, hogy a zenész tagja volt a chatszobának.
Március 8-án, a nemzetközi nőnap alkalmából nők százai tüntettek Kangnam (Gangnam)ban a Burning Sun és hasonló éjszakai klubok ellen, követelve, hogy a társadalom fejezze be a nők szexuális tárgyként való kezelését. Bár 2018-ban is több ezer nő vonult utcára a rejtett kamerás felvételek ellen tiltakozva, a bálványozott hírességekkel kapcsolatos hasonló botrány mégis megdöbbentette a közvéleményt. A botrány súlyossága folytán Mun Dzsein (Mun Jae-in) elnök mélyreható nyomozást rendelt el.

## Jellemzői

### Hangzás és dalszöveg
Az amerikai és koreai [populáris] zene közötti különbséget a zenei kultúrában rejlő üzenetek különbsége adja. Az amerikai hiphopkultúra által közvetített üzenetek gyakorta tartalmaznak utalást a pénzre, a szexre, az alkoholra, a kábítószerekre, stb. A K-pop ennél jóval visszafogottabb és ártatlanabb, ami a koreai kultúra milyenségéből gyökerezik. Az egész szórakoztatóipara játékosabb, színesebb és energikusabb.
- 2NE1 - I Am The BestA K-pop-dalok a könnyen megjegyezhető, fülbemászó hook-ra épülnek: ahogy a nevéből („kampó”) is kitűnik, ez az a rész, ami általában megragadja a hallgatót. Részlet a 2NE1 együttes I Am The Best című dalából.

Nem tudod lejátszani a fájlt?

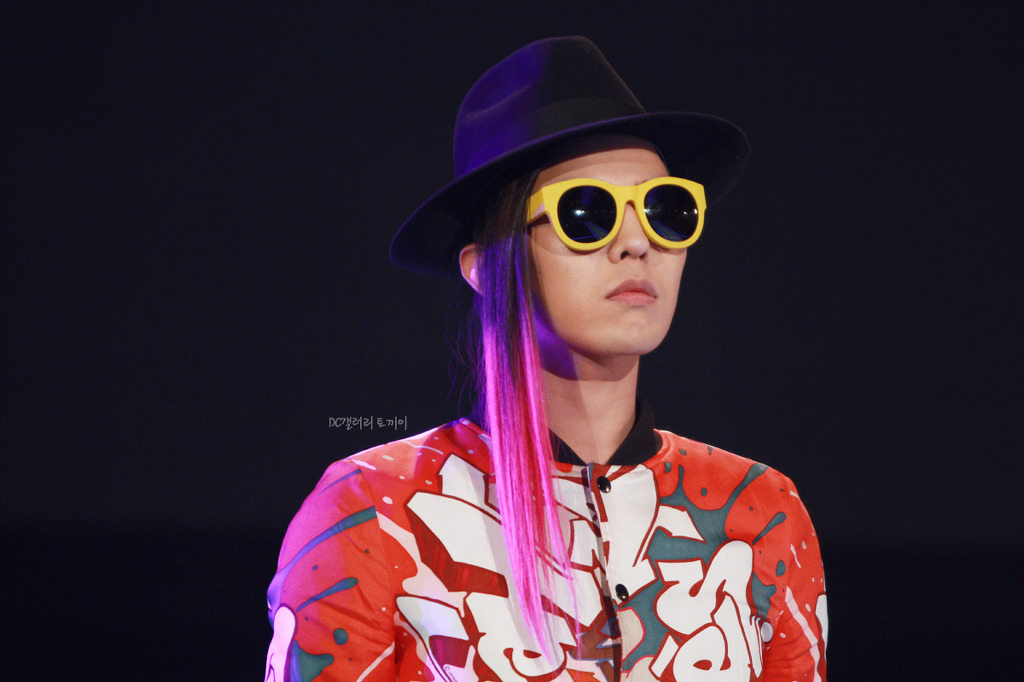
Az élénk, extravagáns látvány fontos részét képezi a K-pop-dalok reklámkampányának. A képen G-Dragon a Bigbang Alive Tour turnén

A koreai popzene a nyugati hangzásvilágot használja, többek között a pop, a rock, az R&B, hiphop és elektronikus zene műfajait vegyíti. A K-popot többször érte kritika a túlzottan amerikai hangzásvilága miatt, egyes kritikusok egyenesen úgy vélik, a koreai popipar gyakorlatilag nem tesz mást, mint a nyugati mintákat másolja, több koreai előadó is keveredett már plágiumbotrányba. A koreai popot gyakorta nevezik bubblegum popnak. A dalszövegeket általában felszínesnek és élettelennek találják, szlenggel és néha értelmetlen angol szavakkal tarkítva.
Az elemzők egyetértenek abban, hogy a K-pop igen fontos eleme a vizuális élmény, ami egyrészt az előadó fizikai megjelenését, öltözködését, másrészt a koncertek és videóklipek szofisztikált vizuális megjelenítését jelenti. A K-pop-videók általában harsányak, színesek, extravagánsak, a hagyományos popvideókhoz szokottak számára gyakran sokkolóak vagy értelmetlenek.
A K-popot kritizálják az erőteljesen „sztárgyár” jellege miatt, évente akár 60 új fiú- illetve lányegyüttes is piacra kerülhet, akiknek többsége egynyári slágerek után eltűnik: „készítsünk egy fülbemászó dalt, adjunk hozzá gyönyörű énekeseket, reklámozzuk agyon és a dal pillanatok alatt őrülten népszerű lesz”. A K-pop-ipar igen gyors léptékű és erős versenyágazat, a Korea Times megfogalmazása szerint „eldobható gyors dalok” tömeggyártását jelenti, amelyeket a hallgatók „letöltenek, aztán kitörölnek”. A K-pop-dalok többsége rövid életű a slágerlistákon, igen ritka, hogy egy dal hetekig toplistás legyen. Az alapformátum általában a fülbemászó refrén, amihez könnyen megtanulható, izgalmas tánckoreográfiát készítenek – ilyen például a Girls’ Generation Gee című dala vagy az Abracadabra a Brown Eyed Girls-től – a dalokat egy-két hónapig reklámozzák, azután elfelejtik őket. Az énekesnő Insooni szerint régen olyan dalokat írtak, amiket évekkel később is énekelt a közönség, „de a zene manapság csak annyiból áll, hogy az előadók három hónapig fellépnek, aztán abbahagyják. A rajongók többé már nem érzik felelősnek magukat a kedvencükért.”
A K-pop-dalokat általában bevált dalszerzők írják, akik egy része Amerikában született vagy huzamosabb ideig ott élt koreai (ilyen például Teddy Park), azonban európai és amerikai dalszerzők és producerek (például will.i.am, Sean Garrett) is gyakran adnak dalokat koreai előadók számára. Vannak előadók, akik maguk is dalszerzők, például Tablo, G-Dragon, a CN Blue együttes vagy a Block B együttes tagjai.

### Divat

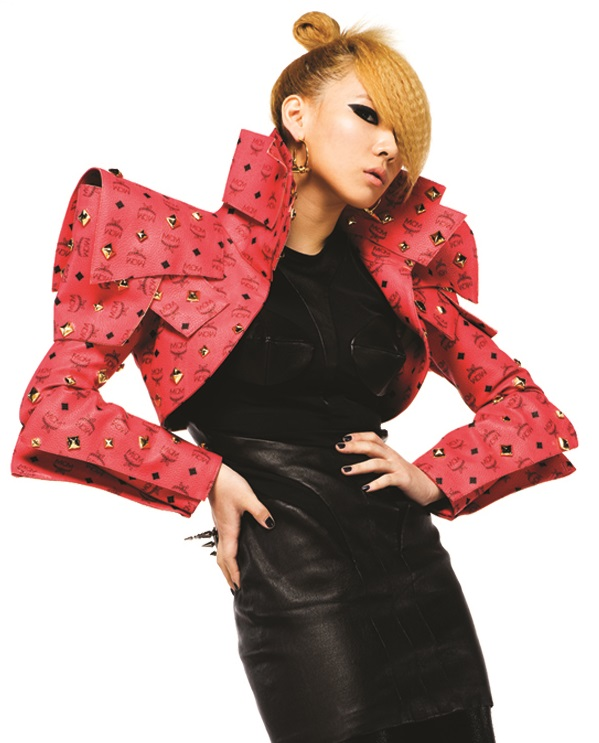
Jeremy Scott divattervező a „múzsájának” tartja az egykori 2NE1 együttes vezérét, CL-t

A K-pop befolyása kiterjed a divatra is, főképpen Ázsiában, ahol a koreai popsztárok ruhái, frizurái és az általuk használt kozmetikai termékek keresettek a fiatalok körében. A divatcégek rendszeresen elkészítik a legnagyobb sztárok által viselt ruhadarabok másolatait. A K-pop előadók egy része divatikonná is vált, például a 2NE1 vagy a Big Bang együttes vezére, G-Dragon. Nyugati divattervezők, mint például Jeremy Scott, rendszeresen dolgoznak K-pop-előadókkal.
Japánban 2012 januárjában koreai popelőadók közreműködésével divatbemutatót tartottak, melyre 33 000 jegyet adtak el. Thaiföldön a hatóságok aggódnak, hogy a koreai popipar által népszerűsített divat túlságosan nagy hatást gyakorol a thai fiatalokra, akiknél az időjárási különbségek ellenére népszerűek a leggingek, illetve a bőrfehérítő krémek, amik segítségével a koreai sztárokra akarnak hasonlítani. Észak-Koreában a kormány szigorú rendelkezései ellenére is nagy az érdeklődés a dél-koreai divat iránt. Népszerűek a rövid szoknyák, a magassarkú cipők, az ujjatlan, kapucnis felsők és a divatos kiegészítők, annak ellenére, hogy a kormány tiltja az ilyen ruhanemű viselését.

## A K-pop-ipar működése

### Az ügynökség-kiadók

A koreai ügynökség-kiadók működésének vázlata

A koreai popipar egyik sajátossága, hogy a lemezkiadók egyben ügynökségként (menedzsmentként) is funkcionálnak. Az óriáscégekké nőtt integrált ügynökség-kiadók a 2000-es évek eleje óta működnek ilyen formában. Az előadó felfedezése, megtervezése, felkészítése, marketingje, menedzselése és lemezeinek kiadása is egyetlen cégen belül történik. Eredetileg a három legnagyobb ilyen ügynökség-kiadó az S.M. Entertainment, a YG Entertainment és a JYP Entertainment volt, őket a popiparban a nagy hármak (Big 3) néven emlegetik, ezek a cégek a koreai részvénypiacon is jelen vannak. Piaci részesedés tekintetében sokáig az S.M. Entertainment volt a legnagyobb ezek közül. Az S.M. előadói indították el a koreai hullám popzenei részét és törtek be elsőként a japán piacra. A nagy hármak időnként együtt is működnek, 2012-ben például a YG Entertainment előadója, Se7en a JYP Entertainment vezérigazgatójától, Pak Csinjongtól kapott dalt, és a három vállalat képviselői együttesen zsűrizett az SBS csatorna Kpop Star elnevezésű tehetségkutató műsorában is. A nagy hármak három másik ügynökség-kiadóval (Star J Entertainment, AM Entertainment, Key East) közösen hozták létre az egyesített United Asia Management (UAM) ügynökséget. Az egyesülés célja a K-pop nemzetközi terjesztésének elősegítése mellett a hatékonyabb tehetséggondozó-rendszer kialakítása és az előadók szervezettebb menedzselése volt. A UAM válogatói nemzetköziek, nem korlátozódnak koreai nemzetiségű tehetségekre. A „megaügynökség” zenészeken, színészeken és rendezőkön kívül a szórakoztatóipar egyéb résztvevőivel is foglalkozik (például stylistok, fodrászok, sminkmesterek). Az egyesülést kritika is érte, mivel így többek szerint nagyobb nyomás nehezedik a műsorszolgáltatókra, illetve az egyesített nemzetközi stratégiának köszönhetően például a szervezetlen kínai szórakoztatóipar képtelen reagálni a koreai szórakoztatóipar termékdömpingjére.

### Pénzügyi háttér
2012-ben egy K-pop CD átlagos ára Dél-Koreában 13 dollár (2900 Ft) volt, Japánban a négyszeresét is elkérhetik. Az iTunes-on egy-egy K-pop dal körülbelül egy dollárba (220 Ft) kerül, az előadók ebből letöltésenként 2 centet (kb. 5 Ft) kapnak. Egy-egy K-pop-előadó lemezéből átlagosan 100-150 000 példányt adnak el, ami jó teljesítménynek minősül. Dél-Koreában annyira olcsó a CD, illetve az online letöltés, hogy a legtöbb előadó külföldön próbál meg érvényesülni, bevételeik nagy része pedig inkább reklámszerződésekből és televíziós sorozatokban, filmekben vállalt szerepekből származik.
A K-pop-ipar az egyik legköltségesebb iparág: az előadók felkészítése, elszállásolása, lakásaik számláinak fizetése, a segítésükre rendelt menedzserek, tánckoreográfusok, stylistok, fodrászok és háttértáncosok kifizetése után az is előfordulhat, hogy az előadó maga alig kap valamit a bevételből. Vannak olyan K-pop előadók, akikre akár egymillió dollárt is költ az ügynökségük.
A három óriás ügynökség-kiadó összbevétele 2011-ben meghaladta a 160 millió dollárt, a nettó profit tekintetében azonban csak a YG Entertainment könyvelhetett el növekedést, az SM és a JYP Entertainment 2010-hez képest kevesebb profitot termelt. A 2010-es évek végére a „nagy hármak” sorrendje teljesen felborult, a BTS együttes globális sikerének köszönhetően a Big Hit Entertainment bevétel és profit szempontjából is nagyot lépett előre, egy év alatt 95%-os bevételnövekedést ért el, 2019-ben 587,2 milliárd koreai von (won)t jelentett, valamint 98,7 milliárd von (won) profitot, ami 24%-os emelkedés. Ezzel mindhárom nagy kiadót megelőzte és a botrányoktól sújtott YG Entertainmentet ki is szorította a „három nagyból”.

### Gyakornoki rendszer

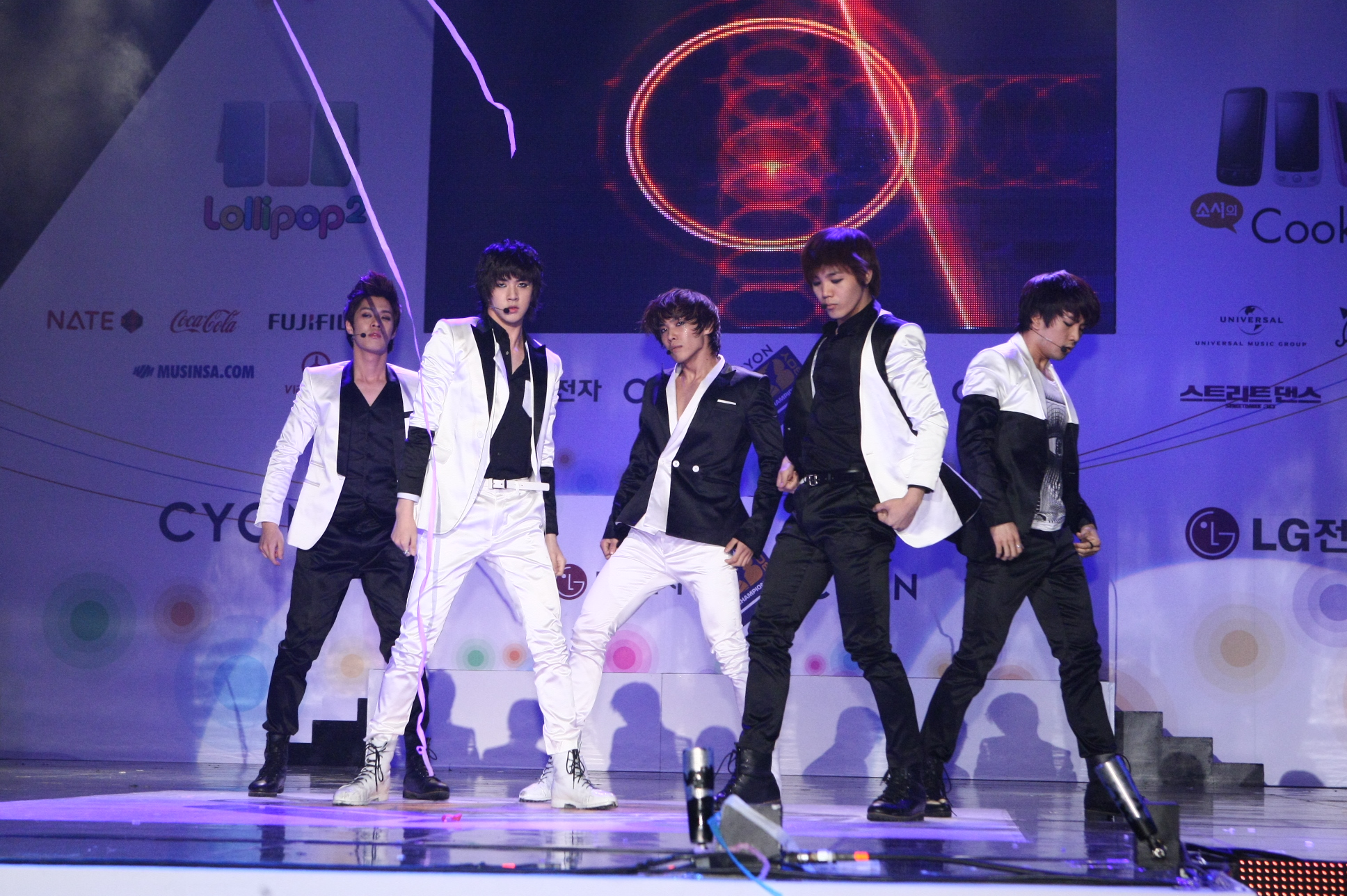
Az MBLAQ együttes két évig készült a bemutatkozásra, Rain válogatta össze őket.

A koreai popipar különleges rendszer szerint épül fel. A fiatal tehetségeket válogatókon nézik meg, mindegyik ügynökségnek vannak válogató időpontjai, melyekre az interneten keresztül is lehet jelentkezni demóanyag beküldésével. A különösen tehetségesnek ítélt fiatalokkal gyakornoki szerződést kötnek, gyakran már 12-13 éves korban, vagy még korábban. A gyakornok sokszor asszisztensi funkciót lát el már profi előadó mellett (ez a szakmai tréning mellett sokszor egyszerű kávéfőzést, vízhordást, törölközőtartást jelent). A szakmai gyakorlat minimum két év, de ennél sokkal több is lehet. A gyakornokoknak el kell költözniük otthonról, az iskolai kollégiumokhoz hasonlító, úgynevezett „lakóegységekbe”, és gyakran már befutott sztárrá válásuk után is itt kell lakniuk, a Big Bang együttes tagjai például 2006-tól több évig éltek együtt a Big Bang Dorm elnevezésű lakóegységben. A szakmai képzés (ének, zene, tánc) mellett a gyakornokok ugyanúgy iskolába járnak, ahogy más tinédzserek, és idegen nyelvi órákon is részt kell venniük (ez általában angol, a kínai és japán). Előfordul, hogy egy-egy gyakornok akár napi hat órát is táncol szünet nélkül. A gyakornokoknak a fizikai nehézségeken túl érzelmi és mentális nehézségekkel is meg kell birkózniuk, mert a menedzsereik nem kímélik őket, azzal a megfontolással, hogy ha gyakornokként képesek megbirkózni a kemény kritikával és érzelmi nyomással, híres sztárként könnyebben fognak boldogulni. A gyakornokság nem jelent feltétlenül egyenes utat a sikerhez, sok gyakornokot megszűrnek a rostán, csak azokból lehet előadó, akik tehetségük mellett kitartásról és kemény munkáról is bizonyságot tesznek. A Universal Music délkelet-ázsiai igazgatója szerint a koreai gyakornoki rendszer egyedülálló a világon.

## K-pop-kultúra

### Fogalmak és szokások
A K-pop meglehetősen specifikus kifejezésekkel él. Ilyen például a koreai kultúra tiszteleti rendszerén alapuló megszólítások köre. Ezt mind a rajongók, mind az előadók használják.
A koreai kultúra másik fontos eleme az idősebbek tisztelete, függetlenül attól, hogy valaki a húszas vagy hetvenes éveiben jár. A koreai popiparban a kultúra bonyolult életkor szerinti tiszteleti rendszerét tovább bonyolítja a saját rendszer kialakítása. Életkortól függetlenül ugyanis az is számít, hogy egy előadó vagy együttes mikor debütált és mennyire híres. Ennek megfelelően a fiatalabb (később debütált), illetve kevésbé híres előadók tiszteletük jeleképp a hagyományos koreai mély meghajlással, az inszával (인사) köszöntik a szeniorokat (선배, szonbe). Ennek elmulasztása nagy tiszteletlenség, ami miatt számos kritika érte például a T-ara együttes tagjait. A megszólítással együtt a megfelelő tiszteletteljes nyelvi formulákat is használniuk kell a junioroknak, nem elég pusztán meghajolniuk.
A fiú- és lányegyütteseket Dél-Koreában idolnak, azaz bálványnak nevezik (idol group).
A koreai popiparban rajongók kiszolgálásának szerves része a brománc, azaz a férfi előadók (különösen a fiúegyüttesek tagjai) között szövődő erős, érzelemmegnyilvánulásokkal (ölelés, puszilkodás) járó, nem szexuális jellegű baráti kapcsolat. A rajongók kedvenceiket párba (OTP: original true pairing) sorolják, akik a televíziós műsorokban és a fotózások során viselkedésükkel meg is erősítik ezeket a párosításokat. A brománcpárok neveit összevonják (például a G-Dragon–Seungri páros neve GRi), a nekik szurkoló rajongókat pedig shipper-nek nevezik (az angol worshipper, „imádó” szóból).

#### Gyakran előforduló kifejezések
| Megszólítások a K-popban               | Megszólítások a K-popban               | Megszólítások a K-popban |
| Koreaiul                               | Magyaros átírással                     | Magyarázat |
| -------------------------------------- | -------------------------------------- | --- |
| 오빠                                   | oppa                                   | „nő bátyja”; a koreai nők így szólítják az idősebb fiú családtagokat és ismerősöket is, de a szerelmük kedveskedő megnevezése is ez. A lány rajongók kedveskedve így szólítják meg a kedvenc előadójukat. |
| 형                                     | hjong                                  | „férfi bátyja”; a koreai férfiak így szólítják az idősebb fiú családtagokat és ismerősöket. Egy fiúegyüttesen belül szigorú hierarchia működik életévek alapján, a fiatalabb tagok hjong-nak szólítják az idősebbeket, és nagy tiszteletlenségnek számít ezen utótag nélkül utalniuk idősebb csapattársaikra. |
| 언니                                   | onni                                   | „nő nővére”; nők szólítják így családjuk vagy baráti körük idősebb nőtagjait. |
| 누나                                   | nuna                                   | „férfi nővére”; férfiak szólítják így családjuk vagy baráti körük idősebb nőtagjait. |
| 동생                                   | tongszeng                              | „fiatalabb testvér”; közeli, fiatalabb ismerősök megszólítása nemtől függetlenül. Az együttesek idősebb tagjai így utalnak a fiatalabb csapattagokra. |
| 선배                                   | szonbe                                 | „szenior”; a beszélőnél több tapasztalattal rendelkező egyén. |
| 후배                                   | hube                                   | „junior”; a beszélőnél kevesebb tapasztalattal rendelkező egyén. |
| Egyéb kifejezések                      |                                        | |
| Koreaiul                               | Magyaros átírással                     | Magyarázat |
| 화이팅                                 | hvaithing                              | A rajongók által buzdításként használt legnépszerűbb kifejezés, ami az angol fighting (harcolni) szóból ered. |
| 대상                                   | Teszang                                | A zenei díjátadókon több előadó kap Ponszang-díjat a zeneiparban nyújtott kiemelkedő teljesítményéért, majd a Ponszang-díjazottak közül egyvalaki megkapja a Teszangot, a „Nagydíjat”. |
| 본상                                   | Ponszang                               | A zenei díjátadókon több előadó kap Ponszang-díjat a zeneiparban nyújtott kiemelkedő teljesítményéért, majd a Ponszang-díjazottak közül egyvalaki megkapja a Teszangot, a „Nagydíjat”. |
| Kifejezés                              | Kifejezés                              | Magyarázat |
| All-Kill (AK) Perfect All-Kill (PK)    | All-Kill (AK) Perfect All-Kill (PK)    | A dalok slágerlista-helyezéseire vonatkozó kifejezések. Az AK helyezést elért dalok a hét legnagyobb dél-koreai online zenei portál slágerlistáján első helyezettek voltak egyazon napon; a PK-dalok ezen felül vezették a csengőhang-letöltési listákat is.                                                  |
| minialbum                              | minialbum                              | Kettő vagy három dalt, illetve ezek remixeit tartalmazó lemez. Hosszabb mint egy kislemez, de rövidebb mint egy középlemez. |
| title track                            | title track                            | Az a dal, amihez a lemezről videóklip készül és amivel az előadó a különféle koreai zenei televíziós programokban (mint az Inkigayo) fellép. |
| újracsomagolt album (repackaged album) | újracsomagolt album (repackaged album) | Az albumot az első promóciójának lezárását követően új csomagolásban adják ki, egy vagy két új dallal, egy új title trackkel, amihez videóklip is készül. |
| promóció (promotion)                   | promóció (promotion)                   | A promóció a K-popban azt jelenti, hogy az album title trackjével az előadó különféle televíziós zenei műsorokban lép fel. A promóciónak adott ideje van, általában egy hónap, mely egy úgynevezett „visszatérő színpaddal” (comeback stage) kezdődik és egy „búcsúszínpaddal” (goodbye stage) végződik.      |

### Rajongói klubok
Korea egy teljesen más rajongóiklub-fajt hozott létre. Valami egészen mást jelent ez ott, olyan, akár egy kultusz.

Rizsadomány a Super Junior német rajongói klubjától

A K-popban nagyon fontos szerephez jutnak a rajongói klubok, amelyek másképp – igen szigorú szabályok szerint – működnek és más a jelentőségük is, mint nyugaton megszokott. Az egyes együttesek rajongótáborainak saját nevük és színük van, a Girls’ Generation rajongóinak elnevezése SONE, színük a „gyöngyrózsaszín”, míg a Super Junior rajongótábora, az E.L.F. a kék színt viseli. A színnek nagy jelentősége van, mert a rajongók így mutatják ki a hűségüket és összetartásukat, különösen az olyan koncerteken, ahol több előadó is fellép, ilyenkor egy-egy szektorban tömörülnek össze a rajongók, ugyanazt a színt reprezentálva. Ha egy szín már foglalt, azt új előadó rajongótábora nem veheti fel. A koncerteken a rajongók az előadó színeit képviselő lufikkal vagy uniformis logóval díszített világító botokkal jelennek meg, ezek sokszor formájukban is tükrözik az előadó logóját. A színek korlátozott száma miatt egyes előadóknak nincs hivatalos színük, a Big Bang rajongói például korona alakú világító rudakkal különböztetik meg magukat, Se7en rajongóinak jelképe pedig a 7-es szám.
A hivatalos klubok általában évente egyszer „feliratkozási hullámot” tartanak, amikor megadott időkereten belül lehet jelentkezni a klubba, általában bizonyos összeg kifizetése után. A feliratkozottak így attól függően, hogy hányadik hullámban lettek tagok, 1. generációs, 2. generációs stb. rajongóként mutatkoznak be. A klubok jól szervezettek, összetartóak, gyakran szerveznek jótékonysági akciókat. Divatos a koncerteken virágokkal, szalagokkal, kedves üzenetekkel díszített állványt küldetni az öltözőbe, újabban pedig Dél-Koreában a rajongói klubok több száz kilogrammnyi rizst is melléjük tesznek zsákokban, amelyeket aztán az előadók menedzserei rászorulók között osztanak szét. A zsákokra a rajongók titkos üzeneteket is felvésnek. A koreai rajongói klubok másik egyedi jellemzője a szervezett buzdítás (fan chant) a koncertek – főképp a televíziós fellépések – alatt, amikor a rajongók a dalok (a klub által) előre meghatározott részeinél egyszerre, hangosan kántálnak, vagy a dalszöveg egy részletét, vagy az előadó nevét (együttesek esetén a tagok nevét születési sorrendjük szerint). Külön weboldalak és számos oktatóvideó is létezik, amelyek az egyes együttesek dalainak kántálási sorrendjét tanítják.

#### Extrém rajongók
A rajongók extrém csoportját a K-popban szaszengnek (사생) nevezik. Ezek a rajongók a legvégső extremitásokig is hajlandóak elmenni, hogy kedvenc sztárjukat láthassák, csoportokba verődve követik őket, de vannak olyan szaszengek, akik nem riadnak vissza a telefonos zaklatástól, a betöréstől és az előadó fizikai zaklatásától sem. Egyes előadók kocsijára GPS-adóvevőt szereltek, hogy követni tudják. Olyan is előfordult, hogy az előadó autóbalesetet szenvedett az üldöző szaszengek miatt. Szöulban találhatóak kifejezetten a szaszeng-rajongókat kiszolgáló taxisok, akik akár napi 500 dollárt is elkérnek a sztárok követéséért. Más cégek a sztárok megfigyelésére specializálódtak, a szaszengek bérelik fel őket extrém megfigyelésre vagy akár a sztárok lakásába való betörésre is. Ezek a rajongók más előadókat is hajlandóak szabotálni, például a TVXQ együttes egyik tagjának italába mérget csempésztek, az énekesnek ki kellett mosni a gyomrát. Az is előfordult, hogy vérrel írt fenyegető levelet küldtek rivális előadónak. Számos híresség fakadt ki a szaszengek ellen, 2012-ben a legtöbb szaszengrajongóval rendelkező JYJ együttes egyik tagját vádolták meg azzal, hogy felpofozott egy zaklató szaszenget, de Csang Gunszok és a Super Junior egyik tagja is ingerülten reagált az egyes extrém megnyilvánulások alkalmával:
Ne gyertek a házam vagy az iroda elé... Még mindig az autóbalesetem traumája alatt vagyok és ijesztő, hogy úgy kell elhajtanom, mintha az életem függne rajta. Nem tehetek róla, csak egy életem van.

## Népszerűsége és hatása
Sokféle koncertet megnéztem a tradicionális zenétől a popegyüttesekig, és őszintén nagy benyomást gyakoroltak rám. A színpadra állítás, a koreográfia és az előadásmód elképesztő volt, de ami még ennél is fontosabb, hogy éreztem a lelket a zenében. A koreai zene előtt fényes jövő áll.

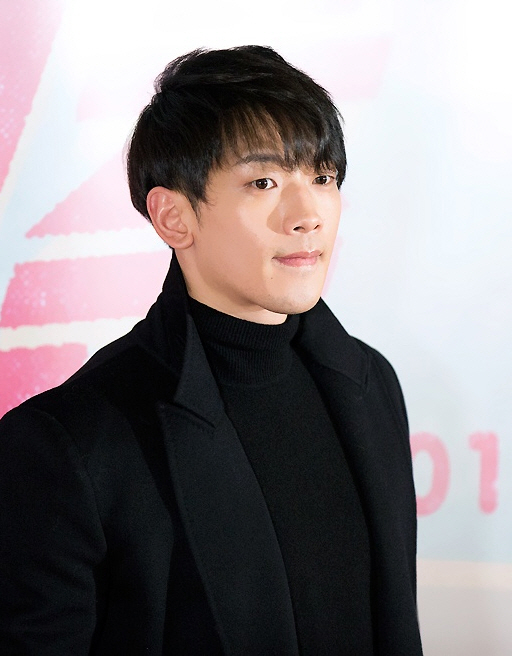
Rain 2014-ben

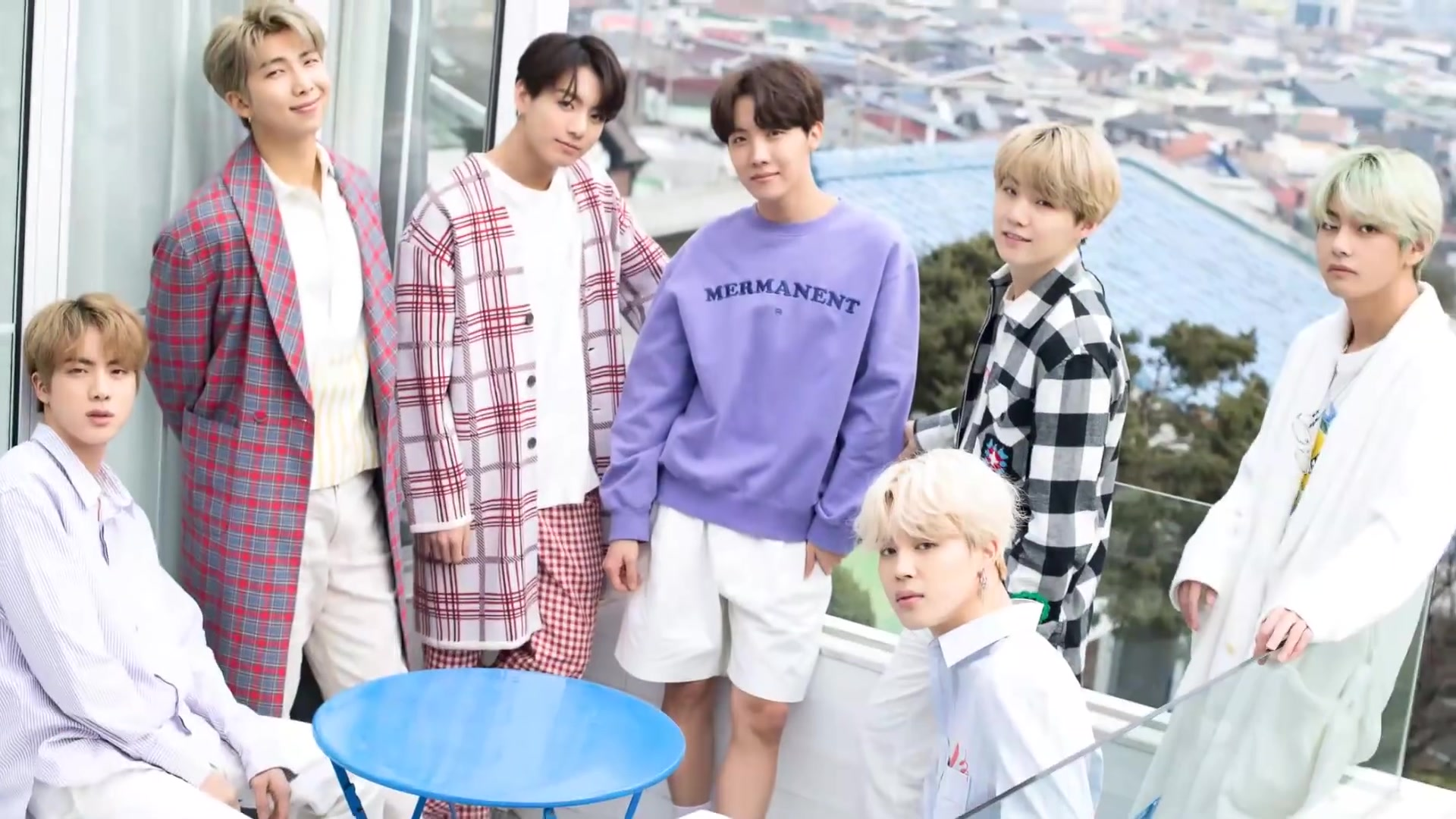
A BTS a 2010-es évek második felétől a valaha volt legsikeresebb K-pop-előadónak számít világszerte

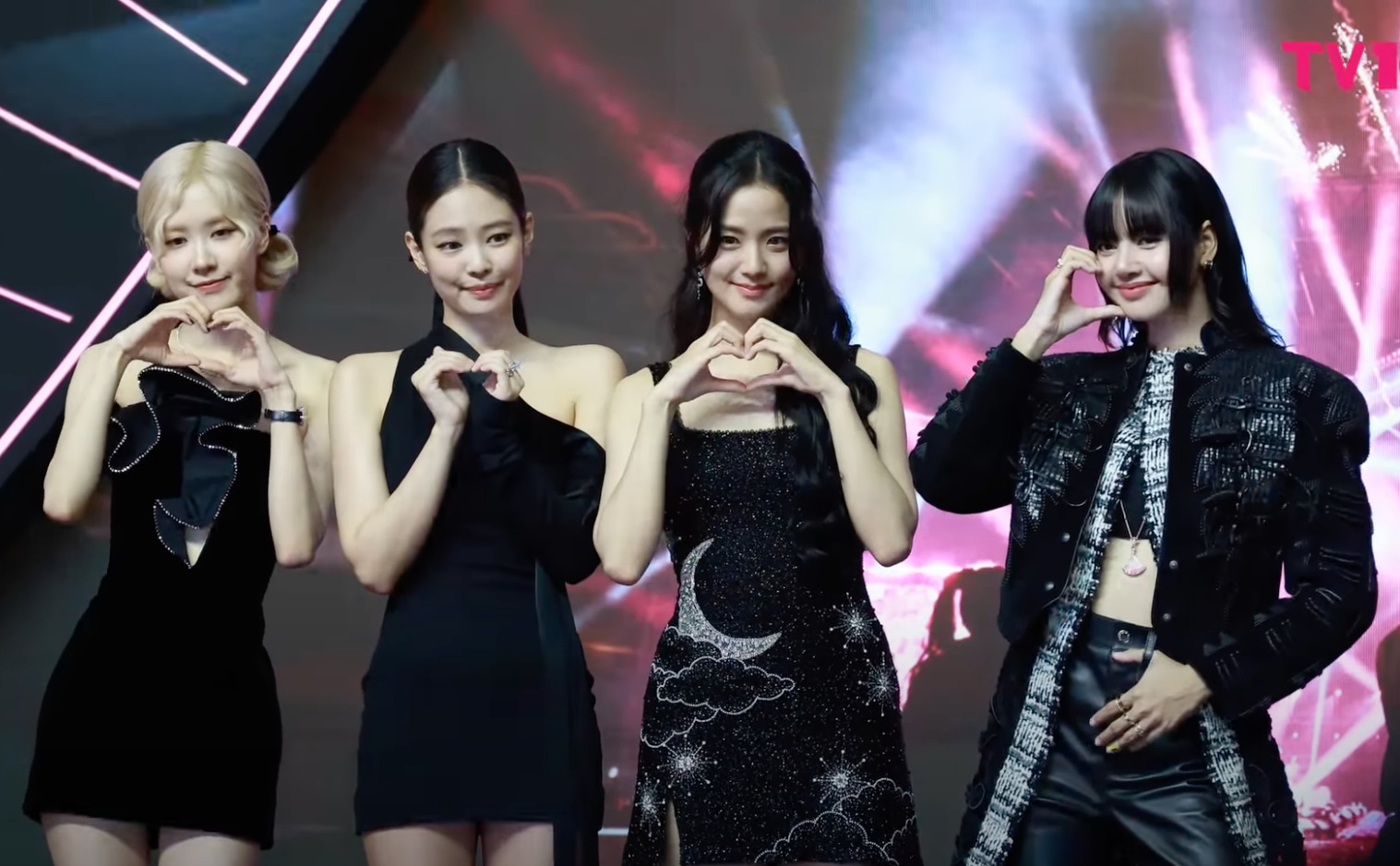
A Blackpink a 2020-as években a legnépszerűbb K-pop-lányegyüttes

Dél-Korea a világ popexportőrei között előkelő helyet foglal el, 2009-ben 31 millió dolláros bevételt hozott a gazdaságnak a popelőadók exportja, és az összeg évente 10%-ot nő. A legnagyobb felvevőpiac Japán, 2011-ben a japán zenei piac 7,8%-át tette ki a koreai pop, ez az arány évek óta nő. Ugyanebben az évben a koreai előadók által generált zenei CD-, DVD- és Blu-Ray-eladás meghaladta a 300 millió dollár értéket, ami 22%-kal volt magasabb a 2010-es évi eladásoknak, annak ellenére, hogy összességében a japán piaci eladások értéke csökken. 2010-ben mintegy 34 000 külföldi látogatott Dél-Koreába a különféle K-pop-események (koncertek, lemezbemutatók, zenei díjátadók) miatt. A nemzeti adóhivatal szerint a koreai popsztárok bevétele 2010 és 2013 között 72,2%-kal nőtt, az átlagos éves bevétel 46,7 millió von, azaz kb. tízmillió forint volt 2013-ban, duplája a három évvel azelőtti adatoknak. A legtöbb bevételt produkáló sztárok 2014 első felében a Super Junior (31,4 milliárd von), a Girls’ Generation (30,3 milliárd von), a Big Bang (29,4 milliárd von) és a 2NE1 (27,5 milliárd von) voltak. 2017-ben csak a BTS együttes miatt érkezett az országba minden 13. külföldi turista, 2018-ban pedig az összes külföldi turista 7%-a látogatott Koreába miattuk. Számítások szerint az együttes évente 3,6 milliárd USD bevételt termel Dél-Korea számára. 2019-ben a zeneipari termékek exportja 640 millió USD értékű volt, ami 13,4%-os emelkedés az egy évvel korábbi adatokhoz képest. 2022-ben minden korábbi rekordot megdöntött a K-pop-lemezek exportja, 233 millió dollár értékben értékesítettek külföldre, ami 5,6%-kal magasabb a 2021-es értékesítésnél. A felvevő piacok 75%-át Japán, Kína és az Egyesült Államok tette ki, de a top 10-ben Németország és Hollandia is szerepelt. 2023-ban becslések szerint mintegy 100 millió fizikai lemezt adnak el koreai előadók; minden évben egyre többet, a globális trendekkel ellentétben, ahol évek óta folyamatosan csökken a fizikai zenehordozók eladása. 2023 első félévében a külföldre eladott K-pop-lemezek értéke meghaladta a 133 millió dollárt. 2025 januárjában a Luminate elemzése alapján Dél-Korea negyedik volt a világon az Egyesült Államok, az Egyesült Királyság és Kanada mögött a zenei exportkapacitást tekintve.
A koreai hullám hatását mutatja, hogy több amerikai előadó is dolgozik illetve turnézik közösen koreai popsztárokkal (például Kanye West vagy a Jonas Brothers). A K-pop olyan elismert zenészek figyelmét is felkeltette, mint Quincy Jones, a Michael Jacksonnal is dolgozó Teddy Riley vagy Alicia Keys Grammy-díjas producer férje, Swizz Beatz. 2020-ban Lady Gaga közös dalt vett fel a Blackpink együttessel, Sour Candy címmel.
A Billboard 2011 augusztusában elindította a saját K-pop toplistáját, de a YouTube is külön műfajként kezeli a K-popot. New Yorkban 40 ezer fős koncertet adtak koreai popsztárok egy fesztiválon, Párizsban pedig 14 ezer fős telt házas koncertet. A népszerű énekes-színész Rain a rajongóinak köszönhetően a Time magazin választásán a világ legbefolyásosabb embere címet is elnyerte. A K-pop harmadik helyen szerepel a CNN „12 ok, hogy meglátogassuk Koreát 2012-ben” listáján. 2011-ben a Big Bang Tonight című albumával felkerült az iTunes top 10-es listájára. 2011-ben a SHINee volt az első dél-koreai együttes, amely koncertet adott Londonban. A 2NE1, a Beast, a 2PM, az MBLAQ, a Big Bang és a Super Junior-M rendszeresen előkelő helyet foglalnak el a németországi VIVA zenei csatorna slágerlistáján. A Wonder Girls lett az első koreai együttes, amelynek sikerült felkerülnie az amerikai Billboard Hot 100-as listára.
2012-ben PSY Gangnam Style című dala világszerte hisztériát okozott és néhány hét leforgása alatt Guinness-rekorder lett, mint a YouTube történelmének legkedveltebb videója, több mint kétmillióan nyomták meg rajta a tetszik gombot. A dal 31 országban vezette a letöltőlistákat, novemberben pedig minden idők legnézettebb videója lett a YouTube-on. A Gangnam-őrület a dél-koreai Külügyminisztérium szerint fontos és hasznos az ország imidzsének alakítása szempontjából, a koreai hullám részeként számos koreai cégnek jelent marketinglehetőséget. Ugyanebben az évben megrendezték az első amerikai K-pop cont KCON 2012 néven. 2020-ban a BTS együttes minden idők legsikeresebb globális K-pop-előadójává vált, 14 lemezük összesen több mint 20 millió példányban kelt el, hét közülük egyenként is több mint egymillió darabszámban fogyott. Női előadók közül a 2020-as években a Blackpink együttes számít a legsikeresebbnek.

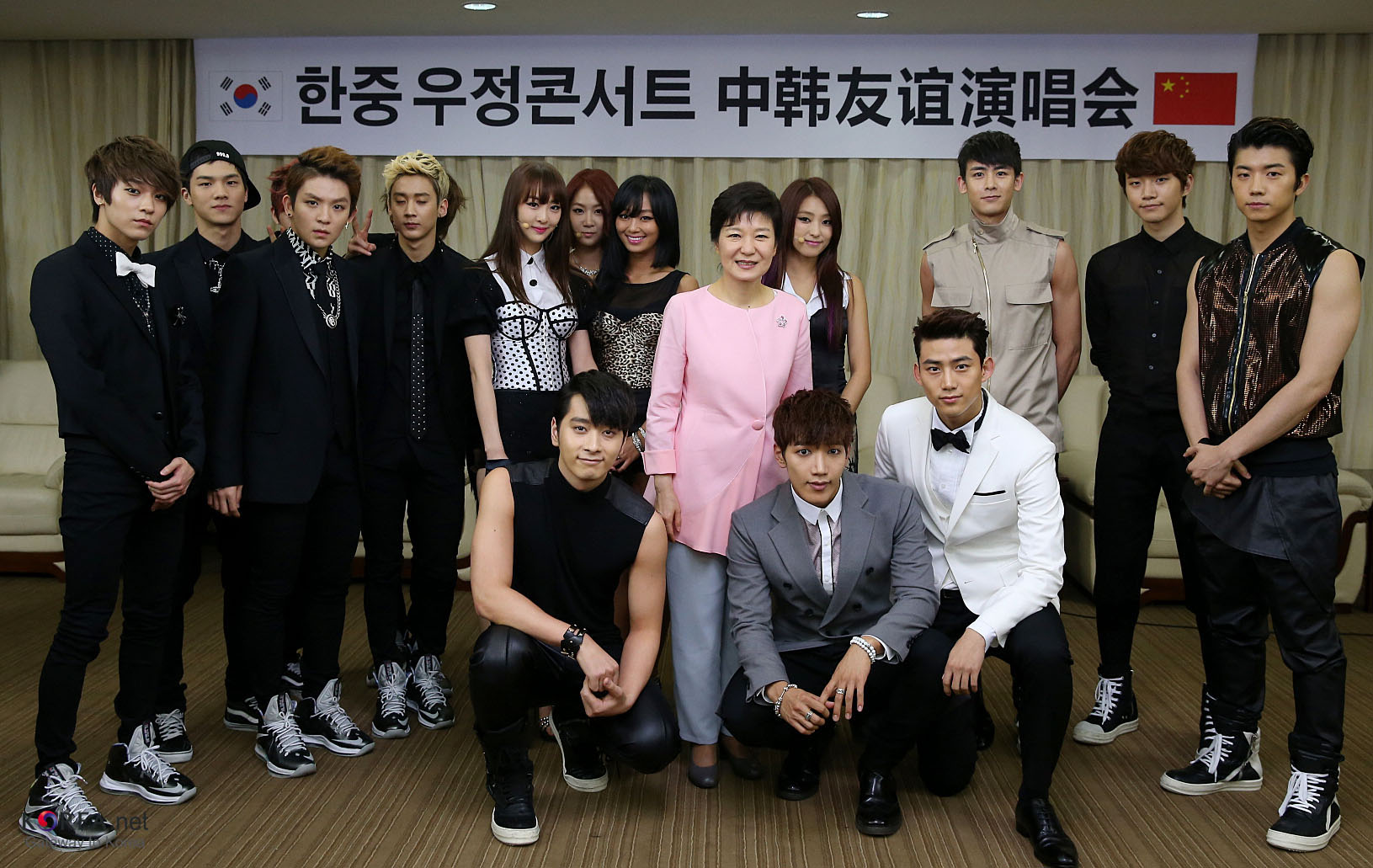
A Sistar, a 2PM és a Teen Top együttesek 2013-ban Pak Kunhje elnöknővel

A K-pop – és általában a koreai szórakoztatóipar – sikere egy Fülöp-szigeteki elemző szerint abban rejlik, hogy a koreai popipar nem a hagyományos módon közelíti meg a marketing fogalmát. A koreai sztárok úgynevezett fan service-szel állnak a rajongók rendelkezésére, ami egy igen közeli sztár-rajongó kapcsolatot jelent. A sztárok aktívak a közösségi oldalaikon, gyakran tartanak rajongói találkozókat, különleges projekteket készítenek kizárólag a rajongói klub tagjainak (a Big Bang együttes például minden évben rövid paródiát készít az az évi legnépszerűbb televíziós sorozatokból). Ezen felül a lemezeket különleges módon csomagolják, extrákat helyeznek el bennük, elérve, hogy a rajongók ne az internetről töltsék le az albumot, hanem meg is vegyék.
A K-pop világméretű terjedése a Times magazin szerint nagyban köszönhető az internetnek, a Facebooknak, a YouTube-nak és Twitternek, illetve az olyan, specializált hírportáloknak, mint az Allkpop vagy a Soompi, ahol a YouTube-hoz hasonlóan gombnyomással lehet a közösségi oldalakon megosztani az információt. A Spotify streaming platform önálló műfajként kezeli a K-popot és saját gyűjteményt ajánl belőle.
A K-pop Magyarországon is megjelent, 2009-ben a Csillag születik műsorban szereplő Bad Boyz tánccsoport többször is koreografált K-pop-dalokra, a vietnámi származású magyar énekes Düki pedig bevallottan a K-pop hatása alatt alkot. Magyarországon az első K-pop-koncertet a Teen Top együttes tartotta 2014-ben. Azóta több együttes ellátogatott Budapestre, többek között a Block B és a B.A.P is.
2015-ben Kazahsztánban létrehozták a Q-pop műfaját, melyre nagy hatással volt a K-pop.

### A legnézettebb K-pop-videók

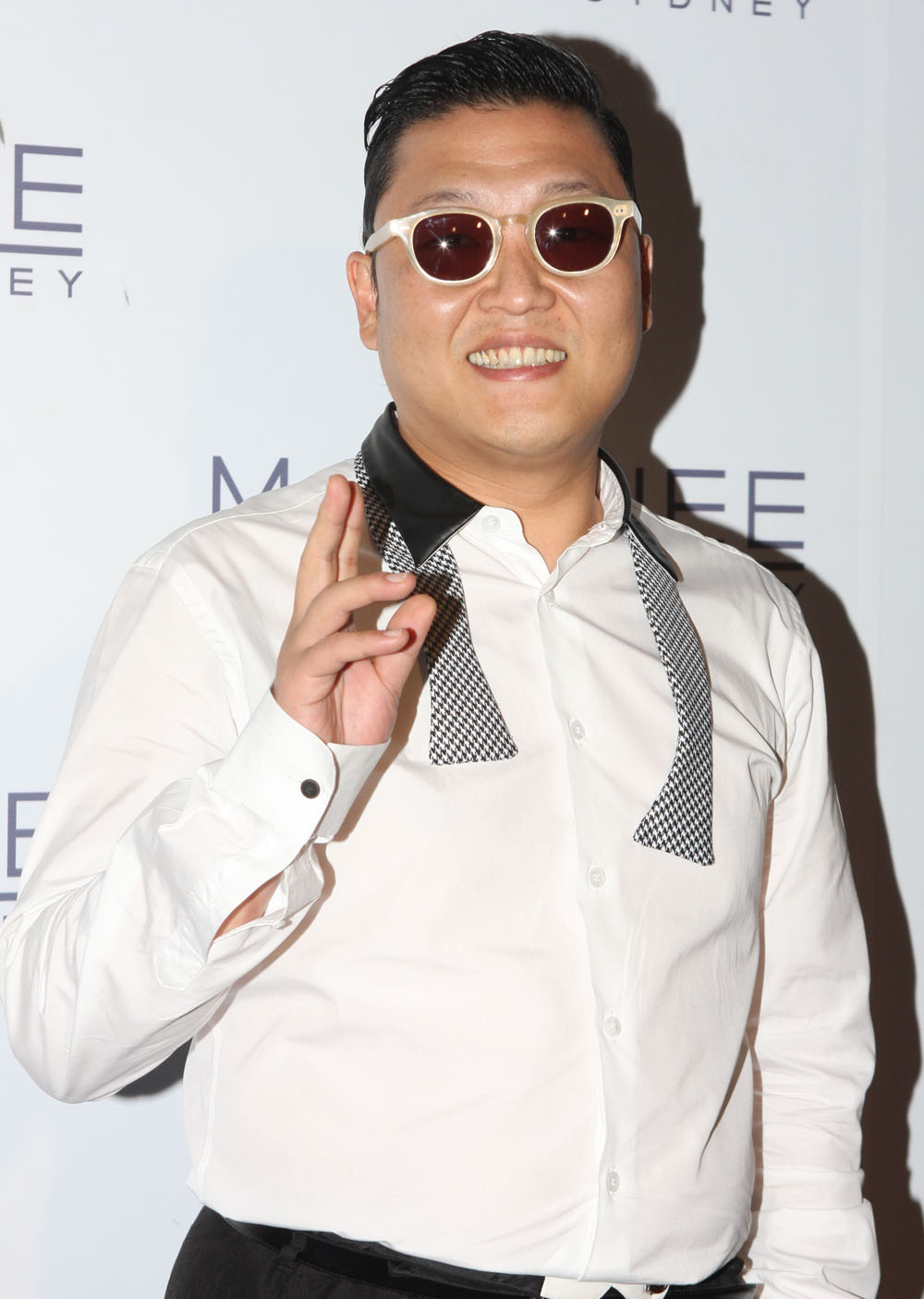
PSY Gangnam Style-ja 2012 novemberében minden idők legnézettebb videója lett a YouTube-on

| #                                 | Előadó    | Cím                                       | Év   | Megjegyzés     | YouTube-link | Nézettség (millió*) |
| --------------------------------- | --------- | ----------------------------------------- | ---- | -------------- | ------------ | ------------------- |
| 1.                                | PSY       | Gangnam Style                             | 2012 |                | YouTube      | 5000                |
| 2.                                | BLACKPINK | DDU-DU DDU-DU (뚜두뚜두)                  | 2018 |                | YouTube      | 2153                |
| 3.                                | BLACKPINK | Kill This Love                            | 2019 |                | YouTube      | 1908                |
| 4.                                | BTS       | Dynamite                                  | 2020 |                | YouTube      | 1776                |
| 5.                                | BTS       | Boy with Luv (작은 것들을 위한 시)        | 2019 | ft. Halsey     | YouTube      | 1734                |
| 6.                                | BLACKPINK | BOOMBAYAH (붐바야)                        | 2016 |                | YouTube      | 1660                |
| 7.                                | PSY       | Gentleman                                 | 2013 |                | YouTube      | 1591                |
| 8.                                | BTS       | DNA                                       | 2017 |                | YouTube      | 1561                |
| 9.                                | BLACKPINK | How You Like That Dance Performance Video | 2020 |                | YouTube      | 1550                |
| 10.                               | BTS       | MIC Drop                                  | 2017 | ft. Steve Aoki | YouTube      | 1393                |
| * kerekítve Frissítve: 2023-12-30 |           |                                           |      |                |              |                     |

## Kritikája

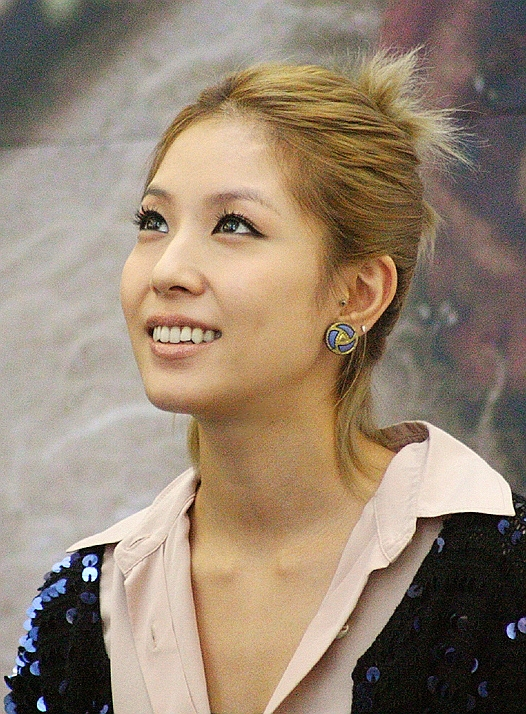
A K-pop nemzetközi vonzereje ellenére a koreai előadóknak 2012-ig (PSY Gangnam Style-jának megjelenéséig) nem sikerült betörniük az amerikai piacra – BoA angol nyelvű albuma is megbukott

A koreai popipar egy sokat kritizált iparág. A K-pop-ipar jellemzően kihasználja a fiatal tehetségeket, akik hosszú évekig „gyakornokként” dolgoznak egy-egy ügynökségnél, a BBC megfogalmazása szerint „rabszolgaszerződéssel”. A sztárokat gyakran évekre lekötik exkluzív szerződésekkel, melyekbe kevés beleszólásuk van, gyakran pénzügyileg sem igen kifizetődőek. 2009-ben a TVXQ együttes például bírósághoz fordult azzal, hogy túlságosan hosszúnak tartják a 13 éves szerződést a kiadóval, amellett, hogy alig látnak valamit a bevételeikből. A bíróság a javukra ítélt, aminek hatására a méltányos kereskedelemért felelős bizottság mintaszerződések kiadását javasolta a szerződések szabályozása érdekében.
A koreai szórakoztatóiparban jelen van a gyakornokok és művészek szexuális zaklatásának problémája is. 2009-ben a Szépek és gazdagok sorozatból ismert Csang Dzsajon (장자연) színésznő öngyilkosságot követett el, búcsúlevelében azt állította, hogy menedzsere magas rangú tisztviselőkkel és menedzserekkel való szexuális aktusra kényszerítette. 2012 áprilisában a dél-koreai rendőrség letartóztatta az Open World Entertainment kiadó-ügynökség igazgatóját azzal a váddal, hogy több gyakornokot is szexuálisan zaklatott, valamint a cégéhez tartozó egyes fiúegyüttesek tagjait is erre kényszerítette.
A The Economist szerint a koreai popipar az 1950-es évek amerikai popiparára hasonlít, ahol burjánzik a korrupció. 2011-ben 29 rádiós illetve televíziós alkalmazottat tartóztatott le a rendőrség korrupció miatt, a vád szerint több mint 30 millió forintnak megfelelő vont fogadtak el a toplisták és lejátszási listák manipulálásáért.
A zene minőségét tekintve kritika érte a műfaj erőteljesen profitorientált „ipar”-jellegét, ami egymás után gyártott, gyors fogyasztásra szánt dalokat és együtteseket jelent. Egyes kritikusok szerint a K-pop csupán a nyugati popzenét imitálja, nincs benne eredetiség, a dalszövegek egy része pedig felszínes vagy értelmetlen angol kifejezésekkel tarkított. A végtelenségig utánzott, bevált dalformátumok, valamint az autotune alkalmazását is negatívumként értelmezik. Más kritikusok „mesterségesnek” minősítették a K-pop-dalokat és úgy vélték, a koreai előadók sokkal inkább támaszkodnak a látványra, mint az énektudásra.
A CNN egyik riportere, Esther Oh 2011-ben még megkérdőjelezte a K-pop „globális dominanciáját” is, példaként felhozva Se7en és BoA amerikai debütálásának kudarcba fulladását.